# Fonelas
Fonelas és un municipi andalús de la província de Granada, situat en la Comarca de Guadix. El 2023 tenia 984 habitants.